# Puerta Devín

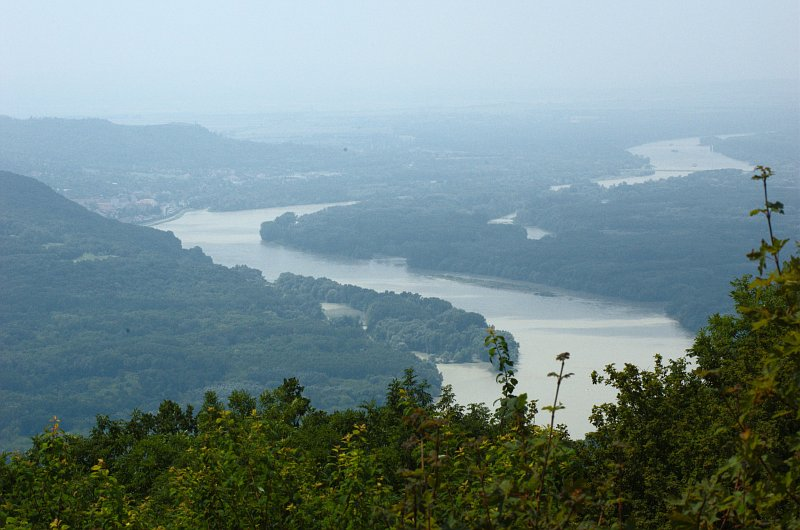
Puerta Devín

La Puerta Devín, Puerta Hainburger o Puertas Húngaras (en eslovaco: Devínska brána; en alemán: Hainburger Pforte) es una puerta natural en el valle del Danubio en la frontera de Eslovaquia y Austria. Es una de las cuatro zonas geomorfológicas de los Cárpatos Devín, parte de la cordillera de los Pequeños Cárpatos. Passau, la Puerta de Devín y las Puertas de Hierro dividen el río Danubio en cuatro secciones distintas.
La Puerta Devín ha estado habitada desde la prehistoria, con un asentamiento continuo desde el 5000 AC. Era una parte estratégica de la antigua Ruta del Ámbar que conectaba el norte de Europa con el Mediterráneo y durante la Edad Media se construyeron aquí cinco castillos: el de Heimenburg, el de Rothelstein, el de Pottenburg, el de Devín y el de Bratislava. Fue continuamente vigilada desde la época romana y ha servido de frontera del Imperio Romano, del Imperio Austríaco, del Telón de Acero durante la Guerra Fría y finalmente de frontera entre Austria y Checoslovaquia, hoy Eslovaquia. El 1º de mayo de 2004 Eslovaquia entró en el espacio Schengen, permitiendo la libre circulación de personas por primera vez en la historia.

## Nombre
Antiguamente, la puerta se llamaba en latín: Porta Hungarica y en húngaro: Dévényi kapu.

## Ubicación y descripción
En un sentido más amplio comienza debajo del castillo de Bratislava (en cuyo caso la puerta tiene 11,5 km de largo y 2 a 7 km de ancho) y en un sentido más estricto comienza debajo del castillo de Devín. Termina cerca de Hundsheimer Berg, el pico más alto de los Cárpatos austríacos a 480 metros AMSL, en Austria en la orilla derecha del Danubio. Al este, bordea otra puerta natural, la puerta Lamač.
Geológicamente, la Puerta Devín se creó durante la época del Pleistoceno. Una gran parte de su núcleo consiste en macizos de granito del período Carbonífero. También presenta calizas y dolomías de la era Cenozoica. Los sedimentos del período Neógeno incluyen conglomerados, gravas y otros. En el Alto Danubio, que comprende el tramo entre los manantiales donde nace el río y la Puerta Devín, aguas arriba de Bratislava, la extensión de la llanura morfológica de inundación es menor en comparación con el resto del río.

## Historia

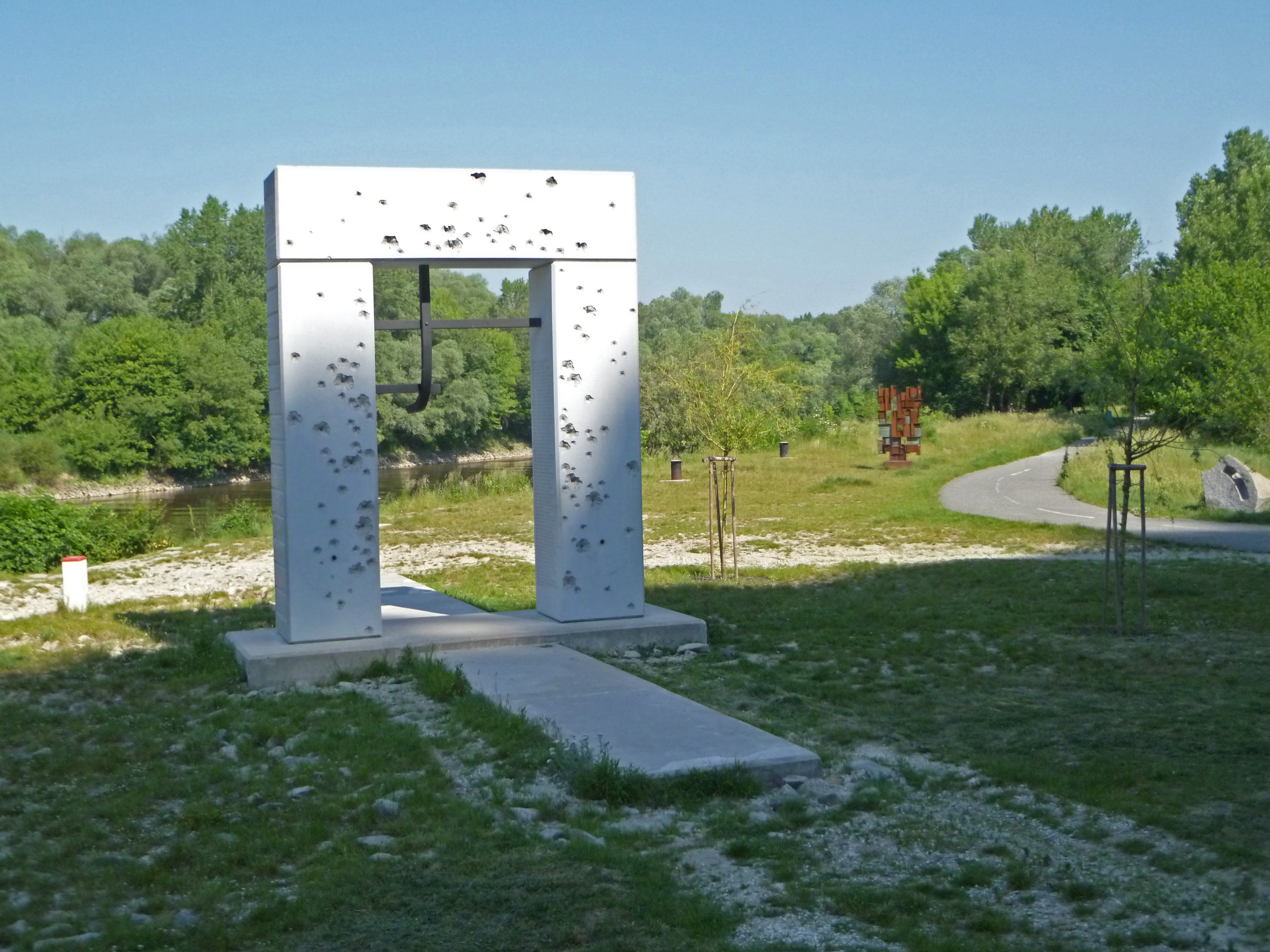
Memorial para los 400 hombres y mujeres que fueron fusilados tratando de escapar a Austria durante la Guerra Fría

Los agricultores del neolítico se establecieron en la zona aproximadamente entre 5000 y 3500 a. C., estableciendo un asentamiento humano continuo que perdura hasta la actualidad.